# Malta en los Juegos Olímpicos de Pekín 2008
Malta estuvo representada en los Juegos Olímpicos de Pekín 2008 por seis deportistas, tres hombres y tres mujeres, que compitieron en cuatro deportes.
La portadora de la bandera en la ceremonia de apertura fue la yudoca Marcon Bezzina. El equipo olímpico maltés no obtuvo ninguna medalla en estos Juegos.